# Partido Samajwadi
El Partido Samajwadi (literalmente, Partido Socialista) es un partido político de izquierda en la India. Tras las elecciones generales de 2024 en los que logró 37 escaños, se ha convertido en el tercer partido de la Lok Sabha, la cámara baja de la India.El partido, fundado en 1992 está liderado desde 2017 por Akhilesh Yadav. Forma parte de la Alianza Inclusiva de Desarrollo Nacional de India (INDIA por sus siglas en inglés) coalición opositora fundada en 2023.

## Historia
El Partido Socialista Indio fue fundado en Lucknow, la capital de Uttar Pradesh, el estado más poblado de la India, el 4 de octubre de 1992 por el socialista Mulayam Singh Yadav (1939-2022) ministro principal de Uttar Pradesh en tres ocasiones -considerado el arquitecto de la modernidad en Uttar Pradesh- y ministro federal de Defensa de 1996 a 1998 en el gobierno del primer ministro Deve Gowda.  
Tiene su sede en Nueva Delhi. Posteriormente fue Akhilesh Yadav, hijo del fundador, quien asumió la presidencia del partido por tres veces consecudivas, en 2017 y en 2022.
Propugna un solo estado para India, Pakistán y Bangladés (Mahasangh) ya que no acepta diferencias religiosas o étnicas y se considera un partido progresista y de clase, opuesto a las multinacionales.

### Elecciones generales de 2024

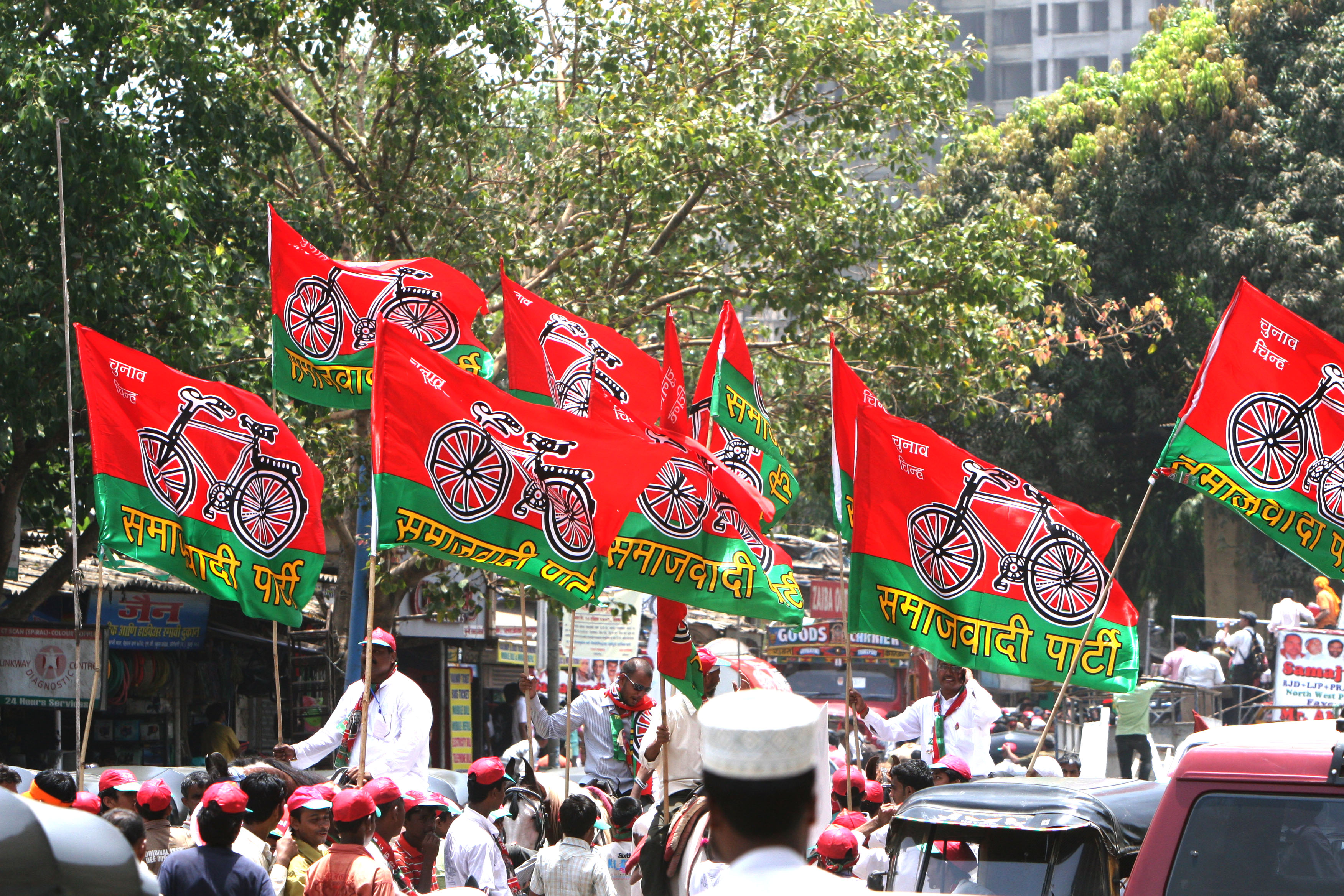
Manifestación del Partido Samajwadi (Socialista), Bombay 2009

En las elecciones generales de la India de 2024 el Partido Samajwadi logró 37 escaños, 32 más que en las elecciones generales de 2019 convirtiéndose en la tercera fuerza del parlamamento, la Lok Sabha, tras el Partido Popular Indio con 240 escaños y el Congreso Nacional Indio con 99 escaños. El cuarto puesto ha sido para el All India Trinamool Congress, un partido que tiene su principal zona de influencia en el estado Bengala Occidental con 29 escaños. Entre quienes han logrado escaño por el Partido Samajwadi se encuentra la diputada musulmana Iqra Choudhary, de 29 años que junto a la diputada de 25 años Shambhavi Choudhary, del partido Lok Janshakti, forma parte de la "generación Z " que llega a la cámara baja en estas elecciones.   Iqra se convirtió en el rostro de la victoria local de la alianza opositora INDIA frente al Partido Bharatiya Janata, la formación nacionalista hindú del primer ministro, Narendra Modi, logrando el apoyo no sólo de la población musulmana de Kairana sino el apoyo de hindúes y de todas las castas, incluidas las más bajas.

## Bandera
La bandera es roja y verde horizontal, con dos tercios de rojo en la parte superior y un tercio de verde en la inferior, y la bicicleta (emblema del partido) en el centro de la franja roja.